# Star Twinkle Pretty Cure
Star☆Twinkle Pretty Cure (スター☆トゥインクルプリキュア?, Sutā☆Tuinkuru Purikyua, Star☆Twinkle Precure) è la sedicesima serie anime del franchise di Pretty Cure, creata da Izumi Tōdō e prodotta dalla Toei Animation. Trasmessa in Giappone su TV Asahi dal 3 febbraio 2019 al 26 gennaio 2020, in Italia è inedita.
Star☆Twinkle Pretty Cure è preceduta da HUGtto! Pretty Cure e seguita da Healin' Good ♥ Pretty Cure.

## Trama
Dallo Star Palace, nel Mondo del Cielo Stellato, un posto molto lontano dalla Terra, le dodici Star Princess delle costellazioni zodiacali mantenevano l'equilibrio dell'universo, finché non furono attaccate dai malvagi Notraider e si sparpagliarono per la galassia trasformate in dodici Princess Star Color Pen. Questa situazione, però, rischia di far inghiottire dall'oscurità la Terra, le stelle e l'universo intero.
Una sera, mentre osserva le stelle e disegna delle costellazioni, Hikaru Hoshina, una studentessa di seconda media appassionata di astronomia, si ritrova di fronte a Fuwa, una creatura misteriosa. Seguendo l'antica leggenda che, una volta perso lo splendore delle stelle, sarebbero apparse le Leggendarie Guerriere Pretty Cure, l'aliena Lala e il suo amico Prunce partono dallo spazio per cercarle e fare sì che ristabiliscano l'ordine nonché ritrovare l'ultima speranza creata dalle Star Princess separatasi da loro. Il gruppo viene però attaccato da chi cerca Fuwa per ottenere il dominio dell'universo e, per proteggerla, Hikaru si trasforma in una Pretty Cure, Cure Star. In compagnia dell'aliena Lala Hagoromo (Cure Milky), della solare Elena Amamiya (Cure Soleil) e della raffinata Madoka Kaguya (Cure Selene), il gruppo si mette alla ricerca delle Princess Star Color Pen nello spazio e si prepara a difenderlo dai nemici. A circa metà serie, a loro si unisce Yuni (Cure Cosmo), famosa idol dello spazio nelle vesti di Mao nonché fantomatica ladra in quelle di Blue Cat.

## Personaggi

### Pretty Cure
Hikaru Hoshina (星奈 ひかる?, Hoshina Hikaru) / Cure Star (キュアスター?, Kyua Sutā)
Doppiata da: Eimi Naruse (ed. giapponese)
Nata il 12 aprile, frequenta la seconda media a Mihoshi. Curiosa e dalla fervida immaginazione, adora osservare l'universo e le costellazioni, disegnandole spesso nel suo quaderno. È inoltre un'appassionata dell'occulto e del genere fantasy, dai libri ai film che riguardano l'argomento. È il tipo che segue l'istinto ed è determinata a coltivare i propri interessi, non importa cosa dica la gente, per lei vale la regola "mi piace quel che mi piace". All'inizio non è così propositiva alla socializzazione e preferisce trascorrere il tempo da sola, ma dopo aver stretto amicizia con Lala e le altre cambia il suo pensiero. È solita dire, allo stesso modo del padre, "Kirayaba-☆" (「キラやば～っ☆」?) quando è sorpresa. Sempre piena di idee, Madoka le propone di prendere il suo posto come presidentessa del consiglio studentesco dopo le sue dimissioni in vista dell'anno successivo, ma alla fine capisce di non essere adatta e lascia che lo diventi Sakurako. In futuro, con la promessa di ritornare nello spazio, diventa un'astronauta facente parte del primo equipaggio interamente giapponese. Ha anche un forte amore per gli animali domestici e le piace accarezzarli. Si trasforma in Cure Star, la Pretty Cure delle Stelle, di colore rosa, il cui simbolo è la stella; sblocca la propria Twinkle Imagination quando capisce che, come le costellazioni, può continuare a brillare ferma nonostante le cose intorno a lei cambino.
Lala Hagoromo (羽衣 ララ?, Hagoromo Rara) / Cure Milky (キュアミルキー?, Kyua Mirukī)
Doppiata da: Konomi Kohara (ed. giapponese)
Nata il 7 luglio, è un'aliena proveniente dal pianeta Samaan dove, sebbene abbia 13-14 anni terrestri, è trattata come un'adulta a tutti gli effetti. È dolce e scrupolosa, con un forte senso di responsabilità, anche se a volte è un poco sbadata. La cosa che più affascina di lei sono le antenne sensoriali attaccate alla sua testa, in cui scorre elettricità, e il dispositivo con cui può comunicare con la sua AI e controllare a distanza il suo razzo portato invece sul dorso della mano destra. Dopo che i Notraider invadono lo spazio, parte a bordo del suo razzo a cercare aiuto nelle Leggendarie Guerriere, arrivando sulla Terra insieme a Prunce, richiamati dal potere di Fuwa che si era divisa da loro. Inizialmente non capisce il linguaggio umano e viceversa, ma grazie a Fuwa e allo Star Color Pendant riesce infine a comunicare. Su Samaan, in cui il lavoro è scelto dalle AI con analisi e statistiche, la sua famiglia ha mansioni di alto livello, tranne lei che è incaricata di indagare sui detriti spaziali. Stringe una forte amicizia con Hikaru e le altre e comincia a frequentare la loro stessa scuola, adottando un cognome, Hagoromo, per adeguarsi agli umani; tuttavia, poiché la legge dello spazio vieta che gli umani vengano a conoscenza dell'identità degli alieni, viene chiesto il suo rimpatrio da un agente dell'Unione Spaziale del Cielo Stellato, il quale desiste dall'intento soltanto dopo aver visto la solida amicizia che lega il gruppo. Tende a terminare le frasi con l'intercalare "~lun" (「～ルン」?, "~run"), motivo per cui i compagni di classe, all'oscuro della sua reale provenienza, la chiamano "Lun-chan" (ルンちゃん?, Run-chan); quando invece è turbata o confusa ripete in continuazione "oyo~" (「オヨ～」?, "oyo~"). Il padre di Madoka sospetta che sia un'aliena e invita tutti a starne alla larga ma, quando lei stessa lo rivela, i compagni di scuola la difendono dalle accuse e la accettano felicemente per quella che è. Dopo aver salvato l'universo insieme alle altre Pretty Cure, torna sul suo pianeta con la volontà di insegnare alla sua gente tutto ciò che ha imparato sulla Terra; grazie a lei su Samaan viene abolito il sistema del lavoro scelto tramite statistiche e, in futuro, diventa un'agente professionista del Mondo del Cielo Stellato. Si trasforma in Cure Milky, la Pretty Cure della Via Lattea, di colore acquamarina, il cui simbolo è il cuore; sblocca la propria Twinkle Imagination quando riesce ad abbattere i muri che dividono popoli e razze sia umane che aliene.
Elena Amamiya (天宮 えれな?, Amamiya Erena) / Cure Soleil (キュアソレイユ?, Kyua Soreiyu)
Doppiata da: Kiyono Yasuno (ed. giapponese)
Nata l'8 settembre, frequenta la terza media a Mihoshi. Molto gentile e solare, è popolare al punto da essere soprannominata "sole della scuola media Mihoshi". È intuitiva e atletica, tanto che i club sportivi della scuola se la contendono, e se la cava piuttosto bene con le lingue dal momento che suo padre è di origini ispaniche e sua madre lavora come interprete. Quando i suoi genitori sono occupati, è solita prendersi cura dei cinque fratelli minori nonché dare una mano nel negozio di fiori, Sonrisa, gestito dal padre nel quartiere commerciale. Da bambina veniva esclusa perché considerata diversa in quanto aveva origini diverse dagli altri suoi coetanei, ma non ha mai perso la sua solarità e, traendo ispirazione dai quei tristi ricordi, crede nell'importanza dei sorrisi che uniscono le unicità di ciascuno. Odia i film horror e saluta spesso con la parola "Chao!" (「チャオ！」?, "Chao!"). In futuro, dopo gli studi in Messico, diventa un'interprete di lingue straniere come sua madre per portare la comunicazione dove non è possibile. Si trasforma in Cure Soleil, la Pretty Cure del Sole, di colore giallo, il cui simbolo è il sole; sblocca la propria Twinkle Imagination quando capisce il suo desiderio di voler far sorridere tutti.
Madoka Kaguya (香久矢 まどか?, Kaguya Madoka) / Cure Selene (キュアセレーネ?, Kyua Serēne)
Doppiata da: Mikako Komatsu (ed. giapponese)
Nata il 23 novembre, frequenta la terza media a Mihoshi. Onesta, a modo e diligente, è l'erede di un casato vecchio di molte generazioni, il cui motto è incentrato sull'empatizzare con la gente comune per poi imporsi ed assumerne il comando; suo padre è un ufficiale governativo, mentre sua madre è una pianista di livello internazionale. Grazie ai suoi numerosi talenti, ha vinto competizioni nazionali di pianoforte e kyūdō (tiro con l'arco). Ha una passione per l'ikebana e per la cerimonia del tè, senza mai penalizzare lo studio dove mantiene voti alti; ha un ottimo autocontrollo nel gestire le proprie emozioni ed è una grande ammiratrice dei libri sulle creature leggendarie scritti dal padre di Hikaru. È inoltre la presidentessa del consiglio studentesco e l'ammirazione di tutti le ha valso il soprannome di "luna della scuola media Mihoshi". Nonostante non ci siano segreti tra i componenti della sua famiglia, quando scopre l'identità di Lala, Fuwa e Prunce e diventa una Pretty Cure, decide di non rivelare niente a suo padre che dà la caccia agli alieni. Diversamente alle continue pressioni del padre che vorrebbe che studiasse a Londra una volta terminate le scuole medie, sceglie un liceo locale e in futuro diventa capo dell'ufficio investigativo spaziale. Si trasforma in Cure Selene, la Pretty Cure della Luna, di colore viola, il cui simbolo è la mezzaluna; sblocca la propria Twinkle Imagination quando capisce di poter prendere decisioni, seppur sbagliate, per conto proprio, senza i limiti del padre molto rigido al riguardo.
Yuni (ユニ?, Yuni) / Cure Cosmo (キュアコスモ?, Kyua Kosumo)
Doppiata da: Sumire Uesaka (ed. giapponese)
Nata l'11 ottobre, è un'aliena proveniente dal pianeta Rainbow. Ragazza gatto, con elementi tipici come le orecchie e la coda che ricordano il suo vero aspetto di aliena, tende a terminare le frasi con l'intercalare "~nyan" (「～ニャン」?, "~nyan"). Inizialmente ha un atteggiamento ambiguo che non la vede schierarsi apertamente né con le Pretty Cure né con i nemici, inseguendo il suo unico e vero obiettivo di ottenere le Princess Star Color Pen. Si scopre che il motivo per cui lo fa è per ristabilire il suo pianeta d'origine, di cui è l'unica superstite; a tale scopo si è creata tre identità fittizie: Mao (マオ?, Mao), la famosa idol dello spazio dai modi carini e aggraziati, per raccogliere informazioni utili, Blue Cat (ブルーキャット?, Burūkyatto), la fantomatica ladra dai toni più seri che però ruba ai ricchi per dare ai poveri, per recuperare tutti i tesori del pianeta che sono stati venduti, e Bakenyan (バケニャーン?, Bakenyān), generale dei Notraider, per potersi infiltrare nel gruppo dei nemici responsabili e scoprire come riportare il suo popolo alla normalità dallo stato di pietrificazione in cui si trova. Come il resto dei cittadini di Rainbow, è un essere mutaforma molto abile nel travestimento. Credendo di avere la giusta chiave per raggiungere il suo obiettivo, sottrae Fuwa e le Princess Star Color Pen finora recuperate alle Pretty Cure, ma si trasforma in una di loro quando vede il coraggio che mettono nel difenderla dai nemici nonostante avesse agito contro di loro poco prima. Si unisce quindi alle altre Pretty Cure nella battaglia contro i Notraider, nonostante sia schiva nei loro confronti e solo dopo qualche tempo si apre e comprende il valore di una squadra. Tende a non esternare i suoi sentimenti, vergognandosi e mostrandosi invece più cinica. Dopo aver salvato l'universo insieme alle altre guerriere, fa ritorno al suo pianeta, che riesce a ripristinare e in futuro a far prosperare con l'aiuto di Aiwarn. Si trasforma in Cure Cosmo, la Pretty Cure della Galassia, di colore blu, il cui simbolo è il prisma; sblocca la propria Twinkle Imagination quando perdona Aiwarn e si rende conto che il rancore verso di lei per aver sterminato il suo popolo è lo stesso che quest'ultima a sua volta prova nei suoi confronti per averla ingannata nei panni di Bakenyan.

### Alleati
Fuwa (フワ?, Fuwa)
Doppiata da: Hina Kino (ed. giapponese)
È una fatina dello spazio, creata dalle Star Princess come ultima speranza per il bene dell'universo, piccola e innocente come una bimba. Ha la capacità magica di ripristinare il potere delle Star Princess una volta ritrovate le relative Princess Star Color Pen, possedendone effettivamente metà, e i suoi anelli planetari posti alle orecchie le permettono di aprire dei varchi spazio-tempo. Sebbene enigmatica, è di fondamentale importanza per riportare in vita le Star Princess, le quali poco prima di disperdersi nella galassia a seguito dell'attacco dei Notraider l'hanno spedita lontano dallo Star Palace con Prunce a cercare aiuto nelle Pretty Cure, ma si divide dal gruppo dopo aver incontrato Lala ed entra in contatto con Hikaru. Il suo vero nome è Spegasus Pulalan Mofpit Prinsewink (スペガサッス・プララン・モフーピット・プリンセウィンク?, Supegasassu Puraran Mofūpitto Purinseuinku), ma poiché spesso dice "fuwa~" (「フワ～」?, "fuwa~") ed è all'apparenza morbida e soffice, Hikaru decide di chiamarla Fuwa. Può sentire il profumo delle persone, si nutre e riposa tramite il Twinkle Book e in presenza di estranei finge di essere un pupazzo. Una volta ripristinato il potere di tutte le Star Princess, cresce e si sviluppa in un piccolo unicorno alato dalla chioma arcobaleno, che permette inoltre alle Pretty Cure di usare un nuovo potere; talvolta fa i capricci. Darknest la considera un recipiente di potere utile al suo scopo di annichilimento dell'universo; tuttavia, qualora venisse utilizzata assieme alle Twinkle Imagination delle Pretty Cure che rappresentano l'altra metà di potere delle Star Princess, cesserebbe di esistere e tornerebbe a far parte dello Star Palace da cui trae origine. Vedendo le guerriere riluttanti a combattere per questo motivo, prende in mano la situazione e sacrifica se stessa per il bene dell'universo, ma a nulla serve poiché Hikaru e le altre inconsciamente non volevano perderla. Le Pretty Cure rinunciano ai loro poteri dopo aver salvato il cosmo per farla rinascere, sebbene priva di abilità magiche, della quale le Star Princess e Prunce accettano di prendersi cura. Nel musical possiede anche una forma umana, ottenuta grazie al Image Jewel, un oggetto considerato il tesoro dell'universo in grado di realizzare desideri.
Prunce (プルンス?, Purunsu)
Doppiato da: Hiroyuki Yoshino (ed. giapponese)
È un alieno proveniente da Purupuru, un tempo lui e la sua razza erano servitori delle Star Princess, con le quali vivevano nello Star Palace. Proteggendo Fuwa, lascito delle Star Princess, viene mandato alla ricerca delle leggendarie Pretty Cure, la chiave per il ritorno della luce nel cosmo, giungendo sulla Terra con Lala mentre fugge dai Notraider. Simpatico e divertente, è ansioso verso qualsiasi cosa che possa mettere a rischio l'identità di alieno sua, di Fuwa e di Lala. Gli piacciono le Star Donuts, tanto che ha costruito un piccolo marchingegno in grado di produrle, ed è un grande fan delle canzoni di Mao, che ha ascoltato durante dei momenti difficili della sua vita. Ha la peculiare abilità di potersi deformare a piacere e in presenza di estranei finge di essere lo zainetto di Lala. Diventa molto amico di Yanyan, che gli piace molto. Dopo che le Pretty Cure hanno salvato l'universo, accetta di prendersi cura di Fuwa, rinata senza abilità magiche, insieme alle Star Princess nello Star Palace. Finisce le frasi con l'intercalare "~de purunsu" (「～でプルンス」?, "~de purunsu").
Le dodici Star Princess delle costellazioni dello zodiaco (１２星座のスタープリンセス?, 12 seiza no Sutā Purinsesu)
Doppiate da: Ayako Kawasumi (Toro), Madoka Yonezawa (Leone), MAKO (Bilancia), Marika Hayashi (Capricorno), Aya Endō (Scorpione), Miki Itō (Sagittario), Yui Kondō (Vergine), Natsu Yorita (Gemelli), Sachiko Kojima (Ariete), Kim Hyang-ri (Aquario), Rie Murakawa (Cancro) e Yō Taichi (Pesci) (ed. giapponese)
Dotate di grandi poteri, sono coloro che mantenevano l'equilibrio nell'intero universo dallo Star Palace, situato nel Mondo del Cielo Stellato, poco prima dell'invasione dei Notraider. Hanno creato Fuwa come ultima speranza per il bene dell'universo e, avendo esaurito i poteri nel tentativo di scacciare i nemici, l'hanno mandata lontano insieme a Prunce al fine di trovare l'aiuto delle Pretty Cure. In seguito si sono sparpagliate nella galassia e trasformate in Princess Star Color Pen tramite cui, ciascuna di esse, una volta ritrovata e inserita nello Star Color Pendant delle Pretty Cure, dona un diverso potere; costellazione dell'Ariete (おひつじ座?, Ohitsuji-za, ♈) di colore rosso, del Toro (おうし座?, Oushi-za, ♉) di colore rosa, dei Gemelli (ふたご座?, Futago-za, ♊) di colore turchese, del Cancro (かに座?, Kani-za, ♋️) di colore verde, del Leone (しし座?, Shishi-za, ♌) di colore azzurro, della Vergine (おとめ座?, Otome-za, ♍) di colore bianco, della Bilancia (てんびん座?, Tenbin-za, ♎) di colore giallo, dello Scorpione (さそり座?, Sasori-za, ♏) di colore arancione, del Sagittario (いて座?, Ite-za, ♐) di colore violetta, del Capricorno (やぎ座?, Yagi-za, ♑) di colore magenta, dell'Aquario (みずがめ座?, Mizugame-za, ♒) di colore blu, e dei Pesci (うお座?, Uo-za, ♓️) di colore rosa chiaro. Una volta che il potere di tutte le Princess Star Color Pen viene ripristinato, Fuwa si sviluppa in un piccolo unicorno alato e le Star Princess affidano alle Pretty Cure la missione di rintracciare la Twinkle Imagination, necessaria per guidare Fuwa nella sua forma completa verso un enorme potere in grado di riportare la luce nell'universo. Successivamente viene rivelata l'esistenza di una 13ª Princess, quella dell'Ofiuco (へびつかい座?, Hebitsukai-za, ⛎) di colore nero, che quando hanno creato l'universo era contraria all'idea che metà del loro potere fosse concessa sotto forma di immaginazione agli esseri viventi e che per questo ha deciso di vendicarsi con la cancellazione di tutto per poi ricrearlo secondo la sua volontà, assumendo l'identità di Darknest. Per mettere fine all'oscurità che avanza, le Princess sollecitano le Pretty Cure a utilizzare assieme alle Twinkle Imagination, che rappresentano l'immaginazione dei viventi, l'altra metà del loro potere ovvero Fuwa, la quale tuttavia cesserebbe di esistere e tornerebbe a far parte dello Star Palace; le guerriere diventano riluttanti a combattere Ofiuco, ma Fuwa reagisce e si appropria delle Twinkle Imagination, sacrificando se stessa per il bene dell'universo, seppur invano poiché Hikaru e le altre inconsciamente non la vogliono perdere. Dopo che le Pretty Cure hanno salvato l'universo, accettano di prendersi cura di Fuwa, rinata senza abilità magiche, insieme a Prunce nello Star Palace.

### Notraider
Darknest (ダークネスト?, Dākunesuto)
Doppiata da: Mie Sonozaki (ed. giapponese)
È il capo dei Notraider, un'organizzazione volta alla conquista dell'universo e di tutto ciò che contiene. A tal fine, lui e i suoi sottoposti vogliono impadronirsi delle 12 Princess Star Color Pen ed eliminarne l'ultima speranza, Fuwa, considerata un recipiente di potere. È ispirato alla figura dello uwabami, di colore nero. Ha il potere di distorcere l'immaginazione delle persone e da essa trarne forza. Dopo l'attacco ai danni dello Star Palace, è in stato semi-dormiente e la sua aura negativa è percepita all'interno di un grosso diamante. Ha costituito il gruppo dei Notraider con coloro che sono stati cacciati dai loro pianeti o che non hanno più una dimora poiché andata distrutta. La comparsa dei Twinkle Stick delle Pretty Cure dà uno stimolo al suo ormai prossimo risveglio, che avviene definitivamente con la resa di Aiwarn dal suo controllo. Nessuno è a conoscenza della sua reale identità, avendo sia il busto che il volto coperto, neanche i suoi sottoposti: quando sceglie di svelarla, si scopre essere la 13ª Star Princess delle costellazioni dello zodiaco, quella dell'Ofiuco (へびつかい座?, Hebitsukai-za, ⛎) di colore nero; insieme alle altre dodici principesse ha creato l'universo ma, poiché era contraria a concedere metà del loro potere d'origine agli esseri viventi sotto forma di immaginazione, venne allontanata dal gruppo. Ha assunto quindi il ruolo di Darknest per intraprendere un piano di vendetta verso le ex-compagne, che prevede di cancellare il cosmo pregno di immaginazioni sia distorte che normali e ricrearlo secondo la sua volontà, e non conquistarlo come invece erano convinti i generali dei Notraider dei quali si era circondata per tale scopo. Dopo che Fuwa, contenente l'altra metà di potere delle Star Princess che le serviva, si sacrifica invano per contrastarla, riesce a cancellare l'intero universo, ma le Pretty Cure lo ripristinano e scelgono di risparmiarle la vita; Ofiuco ammette la sconfitta e decide di andarsene, minacciando di tornare se le cose vengono distorte nuovamente.
Garuouga (ガルオウガ?, Garuouga)
Doppiato da: Satoshi Tsuruoka (ed. giapponese)
È un uomo che fa parte dei Notraider, ispirato alla figura della han'nya, di colore blu. Impartisce istruzioni agli altri membri dell'organizzazione per conto di Darknest in attesa che egli si risvegli del tutto e scende in campo personalmente soltanto quando alle Pretty Cure manca una sola Princess Star Color Pen da recuperare. Molto severo sia nei confronti di se stesso che degli altri, è più forte rispetto agli altri generali, ma il suo punto debole è che non può respirare nello spazio senza un bracciale donatogli da Darknest. Si è unito al gruppo dei Notraider dopo che il suo pianeta d'origine è andato distrutto. Dopo aver perso contro Cure Selene, attacca lo Star Palace insieme all'armata dei Notraider, potenziato e controllato da Darknest, ma passa dalla parte delle Pretty Cure quando capisce che il reale intento del suo capo non è conquistare l'universo ma cancellarlo come fece con i pianeti d'origine di tutti i generali. Conclusa la battaglia contro Darknest, trova dimora insieme agli altri ex generali nel pianeta dei Notraider, risanato dalla malvagità e consegnato loro dall'Unione Spaziale.
Kappard (カッパード?, Kappādo)
Doppiato da: Yoshimasa Hosoya (ed. giapponese)
È un uomo che fa parte dei Notraider, ispirato alla figura del kappa, di colore verde. Ha un atteggiamento narcisista e di superiorità verso gli altri. Possiede una lancia laser come arma e può immagazzinare energia dall'acqua; col potenziamento donatogli da Darknest, riesce a prelevare l'immaginazione distorta dalle persone e a darle forma. Originario di un pianeta coperto d'acqua, da quando è stato distrutto e prosciugato da invasori alieni perché gli abitanti pensavano ingenuamente di poter andare d'accordo con quelli di altri mondi, ricevendo al contrario solo inganni e sottomissioni, ha sviluppato un profondo odio nei confronti di chiunque provenga da pianeti diversi dal suo, e si è unito ai Notraider proprio per vendicarsi di loro. Viene sconfitto dopo lo scontro con Cure Star che l'ha visto distorcersi la propria immaginazione pur di vincere. Torna potenziato e controllato da Darknest insieme all'armata dei Notraider, ma passa dalla parte delle Pretty Cure che lo liberano. Conclusa la battaglia contro Darknest, trova dimora insieme agli altri ex generali nel pianeta dei Notraider, risanato dalla malvagità e consegnato loro dall'Unione Spaziale.
Tenjou (テンジョウ?, Tenjou)
Doppiata da: Aya Endō (ed. giapponese)
È una donna che fa parte dei Notraider, ispirata alla figura del tengu, di colore rosso. È una stratega dal cuore freddo, brillante e orgogliosa, e tratta i Notrei come semplici pedine per i suoi scopi. Possiede un ventaglio hauchiwa come arma e indossa una mascherina dal lungo naso; col potenziamento donatole da Darknest, riesce a prelevare l'immaginazione distorta dalle persone che vengono così trasformate e intrappolate in Notrei. Odia i sorrisi e crede che essi siano soltanto una mera finzione dei reali sentimenti che un individuo prova. È originaria della stella Guten, ma non possiede un lungo e prominente naso al contrario della sua gente, cosa che l'ha portata prima all'emarginazione e sofferenza e poi all'ingresso tra i Notraider. In una circostanza, al fine di far abbassare la guardia alle Pretty Cure e catturare Fuwa, s'infiltra nella loro scuola e finge di essere una nuova insegnante di nome Jō Tengu (ジョー・テング?, Jō Tengu), ma viene scoperta poco dopo. Viene battuta dopo lo scontro con Cure Soleil che l'ha vista trasformarsi volontariamente in un Notrei pur di vincere, in cui è venuto alla luce il suo passato di emarginata dalla società del suo pianeta. Torna potenziata e controllata da Darknest insieme all'armata dei Notraider, ma passa dalla parte delle Pretty Cure che la liberano. Conclusa la battaglia contro Darknest, trova dimora insieme agli altri ex generali nel pianeta dei Notraider, risanato dalla malvagità e consegnato loro dall'Unione Spaziale.
Aiwarn (アイワーン?, Aiwān)
Doppiata da: Rie Murakawa (ed. giapponese)
È una ragazza che fa parte dei Notraider, ispirata alla figura del hitotsume-kozō, di colore giallo. È sfacciata ed ostinata, interferisce con tutti con un'attitudine arrogante e ha freddezza di curiosità nei confronti di coloro che perdono, ma è brava nello sviluppo di congegni in quanto scienziata. Per attaccare utilizza le Dark Pen, che non sono altro che Star Color Pen tinte d'oscurità attraverso un suo marchingegno, con cui può evocare grandi macchine robot e Notrigger, resi ancora più potenti dopo il potenziamento donatole da Darknest. È la responsabile della rovina del pianeta Rainbow, attuata per finanziare le sue sperimentazioni volte ad ottenere il potere delle Star Princess che avevano rifiutato di consegnarle. Nelle sue missioni è quasi sempre accompagnata da Bakenyan, il quale tuttavia si scopre non essere mai esistito ma che era un travestimento di Yuni usato per avvicinarsi ai Notraider e scoprire come riportare Rainbow alla normalità; smascherato l'inganno e sentendosi presa in giro per tutto il tempo da colui che considerava suo alleato, trasforma se stessa in un Notrigger pur di sconfiggere Blue Cat e le Pretty Cure per mano sua. Viene sconfitta dalle Pretty Cure, che la purificano dal controllo mentale di Darknest anziché eliminarla. Dopodiché parte a bordo di una navicella spaziale lontano nell'universo, ma non dimentica la vendetta contro colei che si è finta Bakenyan e che per questo le ha fatto perdere il posto all'interno dei Notraider, i quali l'avevano accolta quando da bambina era rimasta senza dimora. Viene battuta dopo l'ennesimo scontro con Cure Cosmo, ma ricompare come alleata delle Pretty Cure, aiutandole nella battaglia finale contro Darknest e dimostrandosi gentile e amorevole. Dopo che le Pretty Cure hanno salvato l'universo, aiuta Yuni a ripristinare e far prosperare il pianeta Rainbow, scusandosi con la popolazione per le sue malefatte attuate in precedenza. Ha una risata particolare ed è solita terminare le proprie frasi con l'espressione gergale "dattsūno" (「だっつーの」?, "dattsūno").
Bakenyan (バケニャーン?, Bakenyān)
Doppiato da: Yōji Ueda (ed. giapponese)
È un uomo che fa parte dei Notraider, ispirato alla figura del bakeneko, di colore grigio. Accompagna quasi sempre Aiwarn nelle sue missioni e si comporta come un maggiordomo nei suoi confronti. Non combatte mai fisicamente, ma è molto agile nello schivare gli attacchi avversari. In seguito si scopre non essere mai esistito poiché, riconosciuta da Fuwa, era Yuni che ne ha creato e assunto il ruolo per potersi infiltrare nei Notraider e scoprire come riportare la popolazione del suo luogo d'origine alla normalità dallo stato di pietrificazione causato da Aiwarn; per il suo aspetto, Yuni si è ispirata all'indovino Hakkenyan da giovane della stella Uranine.
Notrei (ノットレイ?, Nottorei)
Doppiati da: Yoshimitsu Shimoyama, Kenta Tanaka, Kōsuke Echigoya, Yū Miyazaki, Yui Kondō, Sachiko Kojima e Kim Hyang-ri (ed. giapponese)
Sono combattenti al servizio dei Notraider dall'aspetto di soldati appiedati con la tuta spaziale. Hanno una grande "N" stampata in corrispondenza del volto, una "O" al posto della bocca e una "T" a mo' di colletto e cravatta. Riescono a dire soltanto "nottorei~!" (「ノットレイ～！」?, "nottorei~!"). In seguito viene svelato che in realtà sono tutti abitanti sfollati di vari mondi alieni a cui è stata distorta l'immaginazione e, dopo essere stati purificati, passano alla parte del bene. Conclusa la battaglia contro Darknest, trovano dimora insieme agli altri ex generali nel pianeta dei Notraider, risanato dalla malvagità e consegnato loro dall'Unione Spaziale.
Notrigger (ノットリガー?, Nottorigā)
Doppiato da: Yoshimitsu Shimoyama (ed. giapponese)
È il mostro evocato da Aiwarn. Ha una grande "N" stampata sulla fronte. Viene creato tramite una Dark Pen, tingendo il cuore di una persona d'oscurità e personificando la sua immaginazione oscura.

### Altri personaggi

#### Terrestri
Terumi Hoshina (星奈 輝美?, Hoshina Terumi)
Doppiata da: Sachiko Kojima (ed. giapponese)
È la madre di Hikaru. Fa l'autrice di manga, ma ha poco successo, e il genere fantasy è quello in cui eccelle.
Yoichi Hoshina (星奈 陽一?, Hoshina Yōichi)
Doppiato da: Akio Ōtsuka (ed. giapponese)
È il padre di Hikaru. Lavora in giro per il mondo come ricercatore di creature misteriose (UMA) e torna a casa solamente una volta all'anno nel giorno della festa di Tanabata per rivedere la famiglia. Ha scritto diversi libri sulle sue ricerche, e l'espressione "Kirayaba-☆" di Hikaru la usa anche lui allo stesso modo quando è sorpreso. È anche bravo nell'osservare e nell'intuire, infatti capisce subito che Lala, Fuwa e Prunce vengono dallo spazio ma promette di non rivelarlo a nessuno. In passato ha lavorato come professore universitario: a differenza del resto della famiglia che l'ha incoraggiato ad andare oltreoceano per perseguire i suoi sogni, suo padre Harukichi è sempre stato contrario e si oppose quando Yoichi lasciò il posto per fare il ricercatore di creature misteriose in giro per il mondo, lontano dalla moglie e la figlia che credeva si sarebbero sentite abbandonate da lui. Successivamente il rapporto tra Harukichi e Yoichi, sebbene quest'ultimo riparta all'estero una volta finito il suo soggiorno, sembra migliorare.
Yoko Hoshina (星奈 陽子?, Hoshina Yōko)
Doppiata da: Harumi Ichiryūsai (ed. giapponese)
È la nonna paterna di Hikaru. Ha una personalità gentile e amichevole. Lei e suo marito Harukichi sono amici sin dall'infanzia di Ryotaro.
Harukichi Hoshina (星奈 春吉?, Hoshina Harukichi)
Doppiato da: Mitsuru Ogata / Mai Nishikawa (da bambino) (ed. giapponese)
È il nonno paterno di Hikaru. È severo e intransigente sugli ideali della famiglia, soprattutto nei confronti della nipote. Non va molto d'accordo col figlio Yoichi da quando quest'ultimo ha scelto di lavorare in giro per il mondo e tornare dalla sua famiglia soltanto una volta all'anno. Successivamente il loro rapporto, sebbene Yoichi riparta all'estero una volta finito il suo soggiorno, sembra migliorare. Lui e sua moglie Yoko sono amici sin dall'infanzia di Ryotaro.
Yeti (イエティ?, Ieti)
Doppiato da: Yōhei Tadano (ed. giapponese)
È il cane dal lungo pelo bianco della famiglia di Hikaru. Il suo nome deriva dall'omonima creatura leggendaria e ha una macchia a forma di stella sul dorso.
Kaede Amamiya (天宮 かえで?, Amamiya Kaede)
Doppiata da: Ayahi Takagaki (ed. giapponese)
È la madre di Elena. Lavora come interprete di lingue straniere. Nonostante sia molto impegnata col lavoro, trova sempre tempo per la sua numerosa famiglia ed è un'ottima consigliera. Ha incontrato suo marito Carlos durante un viaggio di lavoro in Messico e poco dopo i due si sono innamorati e sposati.
Carlos (カルロス?, Karurosu)
Doppiato da: Kentaro Tone (ed. giapponese)
È il padre di Elena. Dalla personalità allegra e passionale, è originario del Messico e gestisce il negozio di fiori Sonrisa. Ama suonare la chitarra e ballare. Ha incontrato sua moglie Kaede quando quest'ultima ha visitato il suo paese per lavoro e successivamente i due si sono innamorati e sposati.
Touma Amamiya (天宮 とうま?, Amamiya Tōma)
Doppiato da: Yui Kondō (ed. giapponese)
È il secondogenito della famiglia Amamiya e fratello minore di Elena. Ha 9 anni e gli piacciono i lecca lecca. Inizialmente si vergogna dell'allegria e delle usanze della sua famiglia davanti alle altre persone, giudicandola strana, ma poi capisce quanto meravigliosa sia così com'è.
Reina Amamiya (天宮 れいな?, Amamiya Reina)
Doppiata da: Mai Nishikawa (ed. giapponese)
È la terzogenita della famiglia Amamiya e sorella minore di Elena. Ha 7 anni.
Takuto Amamiya (天宮 たくと?, Amamiya Takuto) & Ikuto Amamiya (天宮 いくと?, Amamiya Ikuto)
Doppiati da: Natsu Yorita (ed. giapponese)
Sono i quartogeniti della famiglia Amamiya e fratelli minori di Elena. Hanno 5 anni e sono gemelli.
Anna Amamiya (天宮 あんな?, Amamiya Anna)
Doppiata da: Anzu Haruno (ed. giapponese)
È la quintogenita della famiglia Amamiya e sorella minore di Elena. Ha 3 anni. Adora gli orsacchiotti.
Fuyuki Kaguya (香久矢 冬貴?, Kaguya Fuyuki)
Doppiato da: Ken Narita (ed. giapponese)
È il padre di Madoka ed è un alto funzionario del governo. Ricopre la posizione chiave di direttore dell'ufficio investigativo per lo sviluppo spaziale, indagando su eventi legati ad avvistamenti alieni, che considera pericolosi. Crede fermamente nel motto del suo casato, che è incentrato sull'empatizzare con la gente comune per poi imporsi ed assumerne il comando. In gioventù ha partecipato a diverse competizioni nazionali di kyūdō. Odia le menzogne ed è rigoroso con la famiglia, soprattutto nei confronti di Madoka che vorrebbe vedere crescere secondo le sue precise direttive. Sa che Lala è coinvolta negli avvistamenti alieni sui quali la sua squadra investigativa sta indagando da tempo, ma non ha prove circa la sua identità. In futuro diventa primo ministro.
Michika Kaguya (香久矢 満佳?, Kaguya Michika)
Doppiata da: Hekiru Shiina (ed. giapponese)
È la madre di Madoka ed è una pianista di fama mondiale. Calma e giudiziosa, è più accondiscendente del marito con la figlia.
Ryotaro Sorami (空見 遼太郎?, Sorami Ryōtarō)
Doppiato da: Yōhei Tadano / Natsumi Fujiwara (da bambino) (ed. giapponese)
È l'anziano amministratore dell'osservatorio astronomico della città di Mihoshi. Hikaru lo chiama "Ryo-jii" (遼じい?, Ryō-jii) e va spesso a fargli visita ed è lui che dona alla ragazza il libro sulle costellazioni trasformatosi poi nel Twinkle Book. Scopre che Lala, Fuwa e Prunce vengono dallo spazio, così come viene a sapere che Hikaru e le altre sono le Pretty Cure, ma sceglie di mantenere il segreto. È amico sin dall'infanzia di Harukichi e Yoko, i nonni di Hikaru.
Sakurako Himenojou (姫ノ城 桜子?, Himenojō Sakurako)
Doppiata da: Yō Taichi (ed. giapponese)
È la rappresentante nella classe di Hikaru e membro del consiglio studentesco della scuola; ne diventa la nuova presidentessa, dopo le dimissioni di Madoka in vista dell'anno successivo. Auto-soprannominatasi "pianeta Venere della scuola media Mihoshi", è arrogante e altezzosa, ma in realtà tiene al bene della scuola e vorrebbe una carica importante tra gli studenti per attuare le sue idee e migliorarla. Vede Madoka come una rivale e fa di tutto per superarla, con risultati spesso bizzarri. Insieme ai compagni di scuola, rimane stupita quando scopre l'identità delle Pretty Cure e che Lala è un'aliena, ma capisce che l'amicizia oltrepassa le differenze razziali. È la 21ª ereditiera in successione della sua famiglia.
Tatsunori Karube (軽部 タツノリ?, Karube Tatsunori)
Doppiato da: Junya Enoki (ed. giapponese)
È un compagno di classe di Hikaru e, successivamente, anche di Lala. È molto allegro e simpatico, e gli amici lo chiamano "Karunori" (カルノリ?, Karunori). Insieme ai compagni di scuola, rimane stupito quando scopre l'identità delle Pretty Cure e che Lala è un'aliena, ma capisce che l'amicizia oltrepassa le differenze razziali. È perennemente in ritardo tutte le mattine per la scuola.
Yumika Nasu (那須 ゆみか?, Nasu Yumika)
Doppiata da: Makoto Koichi (ed. giapponese)
È una ragazza delle scuole medie dalle notevoli capacità nel kyūdō, classificandosi sempre tra i primi posti durante i tornei. È determinata e tenace, e non sente il bisogno di essere sostenuta nelle gare; in realtà prova invidia nei confronti degli avversari che hanno qualcuno che li sostiene al contrario suo. Madoka riesce a batterla, ma le propone amichevolmente di sfidarsi nuovamente negli anni a venire.
Yumeo Oikawa (追川 夢男?, Oikawa Yumeo)
Doppiato da: Hiroshi Shimozaki (ed. giapponese)
È l'editore di Terumi e lavora per la rivista Gekkan Asagao. Desidera che Terumi abbia successo con i manga, nonostante a volte le dia consigli sbagliati.

#### Alieni
AI (ＡＩ?, Ē Ai)
Doppiata da: Miki Itō (ed. giapponese)
È l'intelligenza artificiale personale di Lala, installata a bordo del suo razzo che ha portato lei e Prunce sulla Terra. Per Lala rappresenta una guida e il guanto della ragazza portato alla mano destra consente la comunicazione e il controllo del razzo. Sul pianeta Samaan, le AI di ciascuno sono responsabili di molti aspetti della vita, tra cui l'istruzione, l'insegnamento e la scelta del lavoro che un individuo può svolgere tramite analisi e statistiche. Esse fanno tutte riferimento ad un'unica e più grande intelligenza artificiale chiamata Mother AI (マザーＡＩ?, Mazā Ē Ai), con la quale condividono dati e informazioni al fine di uno sviluppo sempre migliore. Nonostante sia una macchina e non possa provare sentimenti, è molto legata a Lala tanto che quando Aiwarn la manipola e la resetta, oppone resistenza e riesce infine a mantenere tutti i bei ricordi vissuti con le Pretty Cure.
Kaka (カカ?, Kaka)
Doppiata da: Fumi Hirano (ed. giapponese)
È la madre di Lala, abitante del pianeta Samaan del Mondo del Cielo Stellato. È specializzata in ingegneria missilistica. Come la figlia e il resto della popolazione di Samaan, tende a terminare le frasi con l'intercalare "~lun" (「～ルン」?, "~run"). È fiera di Lolo e rimane sorpresa quando scopre che Lala è una delle Pretty Cure ed è maturata rispetto al passato.
Toto (トト?, Toto)
Doppiato da: Toshihiko Seki (ed. giapponese)
È il padre di Lala, abitante del pianeta Samaan del Mondo del Cielo Stellato. È un ricercatore nel campo delle intelligenze artificiali. Come la figlia e il resto della popolazione di Samaan, tende a terminare le frasi con l'intercalare "~lun" (「～ルン」?, "~run"). È fiero di Lolo e rimane sorpreso quando scopre che Lala è una delle Pretty Cure ed è maturata rispetto al passato.
Lolo (ロロ?, Roro)
Doppiato da: Sōma Saitō (ed. giapponese)
È il fratello gemello di Lala, abitante del pianeta Samaan del Mondo del Cielo Stellato. È un investigatore spaziale, primo in classifica di rendimento, e con la scoperta del potere delle Star Princess viene premiato dall'Unione Spaziale del Cielo Stellato. È al passo con la tecnologia e gli studi avanzati, al contrario di Lala. Come la sorella e il resto della popolazione di Samaan, tende a terminare le frasi con l'intercalare "~lun" (「～ルン」?, "~run").
Kuku (クク?, Kuku)
Doppiato da: Akio Katō (ed. giapponese)
È un abitante del pianeta Samaan del Mondo del Cielo Stellato. È il capo degli investigatori spaziali di Samaan, nonché il più anziano. Come tutta la popolazione del suo pianeta, tende a terminare le frasi con l'intercalare "~lun" (「～ルン」?, "~run").
Olyfio (オリーフィオ?, Orīfio)
Doppiato da: Kōki Miyata (ed. giapponese)
È un abitante del pianeta Rainbow del Mondo del Cielo Stellato e ha le caratteristiche tipiche di un gatto. È un essere mutaforma, come il resto dei cittadini che a lungo sono stati tenuti lontani dalle altre popolazioni per questo motivo. Molto calmo e riluttante a combattere, è la stimata guida del popolo fino a che non è rimasto pietrificato assieme a tutti per colpa di Aiwarn, la quale voleva fosse accettata la sua richiesta di cederle i tesori del pianeta per finanziare la sua sperimentazione delle Dark Pen. Dopo che il cosmo viene salvato dalle tenebre, Yuni riporta lui e la gente di Rainbow alla normalità con l'aiuto di Aiwarn, che si scusa per il disagio arrecato. Nonostante l'aspetto giovane, senza avanzamento d'età, ha qualche centinaio d'anni e per questo viene soprannominato con l'aggettivo di eterno. È sia il padre che la madre di tutti gli abitanti di Rainbow tra cui, di conseguenza, anche di Yuni.
Topper (トッパー?, Toppā)
Doppiato da: Shinpachi Tsuji (ed. giapponese)
È il rappresentante dell'Unione Spaziale del Cielo Stellato. È considerato una persona importante nel Mondo del Cielo Stellato. Vorrebbe reclutare le Pretty Cure come agenti nell'Unione, visto il loro impegno nel recupero delle Princess Star Color Pen per la pace nello spazio, ma abbandona il suo proposito per non privarle della loro vita personale e lascia che continuino a prendersi cura di Fuwa sulla Terra. Durante la battaglia finale, lui e l'Unione Spaziale aiutano le Pretty Cure contro Darknest, riabilitando tutti i Notraider che sono stati purificati e concedendo loro di dimorare nel loro vecchio pianeta, risanato però dalla malvagità. Tende a terminare le frasi con l'intercalare "~de aru" (「～でアル」?, "~de aru").
P.P. Abraham (Ｐ.Ｐ.アブラハム?, P.P. Aburahamu)
Doppiato da: Yutaka Aoyama (ed. giapponese)
È un regista di fama mondiale di film di genere fantastico, del quale Hikaru è una grande fan. In realtà è un alieno proveniente dalla stella Miniature, agente dell'Unione Spaziale del Cielo Stellato, e il suo corpo umano è un robot controllato dall'interno dal vero lui che è una creatura molto piccola. Ha deciso di intraprendere la carriera di regista dopo essere rimasto affascinato dalla cultura terrestre circa cento anni fa e per abbattere i luoghi comuni sugli alieni. Dopo aver visto l'amicizia che la lega a Hikaru e le altre, decide di non fare rimpatriare Lala nonostante abbiano scoperto che è un'aliena, consigliandole anzi di adottare un cognome per adeguarsi maggiormente agli umani. Aiuta spesso le Pretty Cure a mantenere nascosta la loro doppia identità.
Doggy (ドギー?, Dogī), Maggy (マギー?, Magī) & Neggy (ネギー?, Negī)
Doppiati da: Kokoro Kikuchi, Kenta Matsumoto e Misaki Kuno (ed. giapponese); Vecchio saggio doppiato da Bon Ishihara (ed. giapponese)
Sono tre abitanti della stella Kennel del Mondo del Cielo Stellato e hanno le sembianze di cani dal pelo folto e lucente, a cui tengono e curano con prodotti specifici. Doggy ha un carattere scontroso ed è giallo, Maggy è verde, mentre Neggy è rosa. Al centro del loro pianeta c'è un tempio, gestito da un vecchio saggio, dov'è custodita la statua di un loro antenato e spirito guardiano, che possiede una coda luminosa sulla testa considerata un grande tesoro dalla popolazione locale.
Kumu (クム?, Kumu)
Doppiato da: Kentarō Itō (ed. giapponese)
È un abitante del pianeta Kumarin del Mondo del Cielo Stellato e ha le sembianze di un orso d'acqua.
Drams (ドラムス?, Doramusu)
Doppiato da: Subaru Kimura (ed. giapponese)
È un abitante della stella Zeny del Mondo del Cielo Stellato e ha le sembianze di un uomo-drago. Proviene dalla famiglia più ricca del pianeta e partecipa spesso a vendite all'asta per accaparrarsi oggetti preziosi di qualunque tipo.
Don Octo (ドン・オクトー?, Don Okutō)
Doppiato da: Ikkyu Juku (ed. giapponese)
È un abitante della stella Zeny del Mondo del Cielo Stellato e ha le sembianze di un polpo. Ricco, è un potente boss mafioso nel cosmo.
Sitako Ether (シタコ・エーテル?, Shitako Ēteru)
Doppiata da: Kimiko Saitō (ed. giapponese)
È un'abitante della stella Zeny del Mondo del Cielo Stellato. È una critica culinaria nel cosmo.
Yukio (ユキオ?, Yukio) & Irma (イルマ?, Iruma)
Doppiati da: Tomokazu Sugita e Yukiyo Fujii (ed. giapponese)
Sono due abitanti della stella Icenow del Mondo del Cielo Stellato; Yukio ha le sembianze di un pupazzo di neve ed è buono, gentile e buffo e gli piace far sorridere la gente, autoproclamandosi "il bel ragazzo di Icenow" col suo cambio continuo di nasi; Irma, invece, è una ragazza fatta di ghiaccio, particolarmente seria e silenziosa, ma si scopre che il motivo è perché una volta che inizia a ridere non si ferma più e teme di offendere qualcuno col suo comportamento.
Yanyan (ヤンヤン?, Yanyan)
Doppiata da: Asuka Nishi (ed. giapponese)
È un'abitante della stella Pururun del Mondo del Cielo Stellato e ha le sembianze di un paguro. Diventa molto amica di Prunce, che conosce durante la riparazione del razzo delle Pretty Cure gravemente danneggiato in un viaggio. Parla un dialetto simile a quello del Kansai e finisce le frasi con l'intercalare "~yan" (「～ヤン」?, "~yan").
Flare (フレア?, Furea)
Doppiato da: Kōsei Hirota (ed. giapponese); Tatsu doppiato da Shinya Takahashi, Ikarin da Hiroshi Shimozaki e Takorin da Hajime Iijima (ed. giapponese)
È un abitante della stella Plasma del Mondo del Cielo Stellato e ha le sembianze di una grande fiamma. È un noto artigiano in grado di riparare qualsiasi cosa grazie alla potenza del suo fuoco e ha una grande forza di volontà. Attualmente vive e lavora sulla stella Pururun, nonostante in tanti gli avessero sconsigliato di andarci visto che la sua natura di fuoco è opposta a quella del luogo, di tipo acquatico invece. Ha tre assistenti: Tatsu (タツ?, Tatsu) dall'aspetto di cavalluccio marino, Ikarin (イカリン?, Ikarin) dall'aspetto di calamaro e Takorin (タコリン?, Takorin) dall'aspetto di polpo. Finisce le frasi con l'intercalare "~jakee" (「～じゃけえ」?, "~jakee").
Saboro (サボロー?, Saborō)
È un alieno dalle sembianze di un cactus vestito con sombrero e sarape che, in giro per l'universo, fa tappa sui vari pianeti per stringere amicizia. Non usa la parola per comunicare e, di natura vegetale, assorbe l'acqua dalle sue gambe. Il suo nome è sconosciuto, poiché il vero Saboro è in realtà un agente dell'Unione Spaziale del Cielo Stellato che è stato incaricato di esplorare la Terra ma che tuttavia è in ferie dal lavoro.
Hakkenyan (ハッケニャーン?, Hakkenyān)
Doppiato da: Yōji Ueda (ed. giapponese)
È un abitante della stella Uranine del Mondo del Cielo Stellato e ha le sembianze di un uomo-gatto. È cieco, ma è considerato il miglior indovino del cosmo in grado di leggere i veri sentimenti delle persone. Yuni si è ispirata alla sua figura da giovane quando ha creato l'aspetto di Bakenyan e si è infiltrata come spia nei Notraider.
Babbo Natale alieno (サンター星人?, Santā seijin)
Doppiato da: Yū Hayashi (ed. giapponese)
È un abitante della stella Santa del Mondo del Cielo Stellato e ha le sembianze di una renna antropomorfa dalla pelle molto chiara. Pur svolgendo lo stesso compito dei Babbi Natale, è molto diverso dal tradizionale ed è più tecnologico. Ama sorprendere e vedere i volti sorpresi delle persone a cui dona i regali. Viaggia su un'astronave simile a una slitta e ha un robot come aiutante nelle consegne dei regali.
Dracool (ドラクール?, Dorakūru)
Doppiato da: Shinji Kawada (ed. giapponese)
Compare solo nel musical. È soprannominato "conte dell'universo". Originariamente apparteneva al gruppo dei Notraider, che tuttavia ha abbandonato per soddisfare la propria ambizione di rendere l'universo soltanto di sua proprietà. Affronta le Pretty Cure per impadronirsi del Image Jewel, un oggetto considerato il tesoro dell'universo in grado di realizzare desideri.
Re Liebe (リーベ王?, Rībe Ō)
Compare solo nel manga. È il regnante del pianeta Amour del Mondo del Cielo Stellato e ha le caratteristiche simili a quelle di un faraone egizio. È di buon cuore, incerto nel prendere decisioni, e crede profondamente nell'amore, ma ha una visione del mondo piuttosto ingenua a causa della mancanza di relazioni interpersonali. Vuole diffondere l'amore del suo pianeta in tutto l'universo. Si prende cura dei suoi sudditi con estrema attenzione, al punto da sacrificare se stesso per salvarli. Le Pretty Cure vengono invitate sul suo pianeta, quando Liebe fa una proposta di matrimonio a Lala, che ha conosciuto anni prima durante una visita su Samaan; a causa del rifiuto di Lala, però, a Liebe si spezza il cuore e fa quasi esplodere il pianeta Amour, ma le altre guerriere gli assicurano di essere benvoluto lo stesso dai suoi sudditi e riportano la calma.

## Oggetti magici
Star Color Pendant (スターカラーペンダント?, Sutā Karā Pendanto)
È il ciondolo a forma di boccetta d'inchiostro utilizzato dalle Pretty Cure che, insieme alle Star Color Pen, consente di trasformarsi e attaccare. Inoltre, funge da radar per la ricerca delle Princess Star Color Pen sparpagliate nell'universo, da traduttore simultaneo dei linguaggi diversi dal proprio e ha la capacità di fare adattare chi lo possiede all'atmosfera e all'ambiente di qualsiasi pianeta senza indossare una tuta spaziale. Dopo la battaglia finale, perde la sua funzione poiché le Pretty Cure ne utilizzano il potere per far rinascere Fuwa.
Star Color Pen (スターカラーペン?, Sutā Karā Pen)
Sono delle penne magiche, con in cima un'ala, ognuna delle quali è dotata di un potere diverso. Cinque di esse sono le Henshin Star Color Pen (変身スターカラーペン?, Henshin Sutā Karā Pen) che, usate insieme agli Star Color Pendant, consentono alle Pretty Cure di trasformarsi ed eseguire i loro attacchi di base. Altre dodici, invece, sono meglio conosciute come Princess Star Color Pen (プリンセススターカラーペン?, Purinsesu Sutā Karā Pen) e rappresentano le Star Princess delle costellazioni, che hanno in cima una stella e il loro simbolo zodiacale, le quali, usate insieme agli Star Color Pendant, permettono alle Pretty Cure di attaccare e potenziare gli attacchi di base. Una volta ripristinato il potere di tutte le dodici Star Princess, nasce la Shiny Twinkle Pen (シャイニートゥインクルペン?, Shainī Tuinkuru Pen), che ha in cima una stella con la tiara e un cuore al centro che rappresenta il Mondo del Cielo Stellato, la quale permette a Fuwa di svilupparsi nella sua forma completa e alle Pretty Cure di trasformarsi e attaccare in Twinkle Style.
Twinkle Book (トゥインクルブック?, Tuinkuru Bukku)
È un libro che può essere usato per prendersi cura di Fuwa tramite le Star Color Pen; la stessa Fuwa può entrarvi dentro, riposare e tramite esso ripristinare il potere delle Star Princess una volta ritrovate. Originariamente era un taccuino riguardante le costellazioni dato da Ryotaro a Hikaru. È un oggetto di grande valore e, secondo la profezia, in possesso delle Pretty Cure ha il potere necessario per ristabilire la luce nell'universo qualora essa venga persa.
Twinkle Stick (トゥインクルステッキ?, Tuinkuru Sutekki)
Sono gli scettri di Cure Star, Cure Milky, Cure Soleil e Cure Selene, utilizzati per attaccare. Si generano dalla determinazione in combattimento delle guerriere. Hanno la forma di una bacchetta corta e bianca con due piccole ali, due pulsanti, un grilletto sul retro e in cima una stella cometa, caratterizzata da quattro code ognuna del colore di una guerriera.
Rainbow Perfume (レインボーパフューム?, Reinbō Pafyūmu)
È la boccetta di profumo di Yuni, utilizzata per eseguire i suoi travestimenti. Ne posseggono una uguale, per aiutarsi, anche tutti gli abitanti di Rainbow non ancora sufficientemente bravi nel mutare forma completamente. Quando la ragazza diventa una Pretty Cure, si evolve e viene utilizzata da Cure Cosmo per attaccare. È dotata di uno spazio in cui inserire una Princess Star Color Pen, una manovella sulla parte superiore e di un grilletto con cui sparare il contenuto. Può essere usata con tutte le Princess Star Color Pen delle Pretty Cure.
Fortune Capsule Maker (フォーチュンカプセルメーカー?, Fōchun Kapuseru Mēkā)
È un oggetto, proveniente dal Mondo del Cielo Stellato, che consente di creare portafortuna fondendo assieme frammenti di stelle a cui si è espresso un desiderio in un piccolo contenitore.
Rhythm Scope (リズムスコープ?, Rizumu Sukōpu)
È un monocolo utilizzato dalle Pretty Cure.
Image Jewel (イマージジュエル?, Imāji Jueru)
È un oggetto considerato il tesoro dell'universo, in grado di esaudire desideri. Fuwa ottiene la forma umana grazie ad esso. Compare solo nel musical.

## Trasformazioni e attacchi

### Cure Star
- Trasformazione: Hikaru utilizza lo Star Color Pendant e la sua Star Color Pen e, diventata Cure Star, si presenta al nemico.

- Star Punch (スター・パンチ?, Sutā Panchi): è l'attacco di Cure Star con lo Star Color Pendant. La Pretty Cure, attraverso il suo Star Color Pendant, crea una stella gialla che frantuma con un pugno contro il nemico, purificandolo. Viene eseguito per la prima volta nell'episodio 1.

- Taurus/Aries/Pisces Star Punch (おうし座／おひつじ座／うお座・スター・パンチ?, Oushi-za/Ohitsuji-za/Uo-za Sutā Panchi): è l'attacco potenziato di Cure Star. La Pretty Cure, con una delle Princess Star Color Pen Taurus, Aries o Pisces inserita nel suo Star Color Pendant, crea una stella in cui compare il simbolo della costellazione prescelta che frantuma con un pugno contro il nemico, purificandolo. La versione del Toro viene eseguita per la prima volta nell'episodio 3, quella dell'Ariete nell'episodio 21 e quella dei Pesci nell'episodio 31.

### Cure Milky
- Trasformazione: Lala utilizza lo Star Color Pendant e la sua Star Color Pen e, diventata Cure Milky, si presenta al nemico.

- Milky Shock (ミルキー・ショック?, Mirukī Shokku): è l'attacco di Cure Milky con lo Star Color Pendant. La Pretty Cure, attraverso il suo Star Color Pendant, crea un cuore acquamarina e manda una scarica elettrica con le antenne sensoriali che ha in testa contro il nemico, elettrizzandolo. Viene eseguito per la prima volta nell'episodio 2.

- Leo/Gemini/Cancer Milky Shock (しし座／ふたご座／かに座・ミルキー・ショック?, Shishi-za/Futago-za/Kani-za Mirukī Shokku): è l'attacco potenziato di Cure Milky. La Pretty Cure, con una delle Princess Star Color Pen Leo, Gemini o Cancer inserita nel suo Star Color Pendant, crea un cuore in cui compare il simbolo della costellazione prescelta e manda una scarica elettrica con le antenne sensoriali che ha in testa contro il nemico, elettrizzandolo. La versione del Leone viene eseguita per la prima volta nell'episodio 6, quella dei Gemelli nell'episodio 19 e quella del Cancro nell'episodio 30.

### Cure Soleil
- Trasformazione: Elena utilizza lo Star Color Pendant e la sua Star Color Pen e, diventata Cure Soleil, si presenta al nemico.

- Soleil Shoot (ソレイユ・シュート?, Soreiyu Shūto): è l'attacco di Cure Soleil con lo Star Color Pendant. La Pretty Cure, attraverso il suo Star Color Pendant, crea un sole infuocato arancione che calcia contro il nemico, incendiandolo. Viene eseguito per la prima volta nell'episodio 4.

- Libra/Scorpio/Virgo Soleil Shoot (てんびん座／さそり座／おとめ座・ソレイユ・シュート?, Tenbin-za/Sasori-za/Otome-za Soreiyu Shūto): è l'attacco potenziato di Cure Soleil. La Pretty Cure, con una delle Princess Star Color Pen Libra, Scorpio o Virgo inserita nel suo Star Color Pendant, crea un sole infuocato in cui compare il simbolo della costellazione prescelta che calcia contro il nemico, incendiandolo. La versione della Bilancia viene eseguita per la prima volta nell'episodio 8, quella dello Scorpione nell'episodio 14 e quella della Vergine nell'episodio 17.

### Cure Selene
- Trasformazione: Madoka utilizza lo Star Color Pendant e la sua Star Color Pen e, diventata Cure Selene, si presenta al nemico.

- Selene Arrow (セレーネ・アロー?, Serēne Arō): è l'attacco di Cure Selene con lo Star Color Pendant. La Pretty Cure, attraverso il suo Star Color Pendant, crea una mezzaluna viola che diventa il suo arco, e con la sua Star Color Pen scocca una freccia contro il nemico, facendolo esplodere. Viene eseguito per la prima volta nell'episodio 5.

- Capricorn/Sagittarius/Aquarius Selene Arrow (やぎ座／いて座／みずがめ座・セレーネ・アロー?, Yagi-za/Ite-za/Mizugame-za Serēne Arō): è l'attacco potenziato di Cure Selene. La Pretty Cure, con una delle Princess Star Color Pen Capricorn, Sagittarius o Aquarius inserita nel suo Star Color Pendant, crea una mezzaluna che diventa il suo arco e con la sua Star Color Pen scocca una freccia in cui compare il simbolo della costellazione prescelta contro il nemico, facendolo esplodere. La versione del Capricorno viene eseguita per la prima volta nell'episodio 9, quella del Sagittario nell'episodio 15 e quella dell'Aquario nell'episodio 24.

### Cure Cosmo
- Trasformazione: Yuni utilizza lo Star Color Pendant e la sua Star Color Pen e, diventata Cure Cosmo, si presenta al nemico.

- Rainbow Splash (レインボー・スプラッシュ?, Reinbō Supurasshu): è l'attacco di Cure Cosmo utilizzando il Rainbow Perfume. La Pretty Cure inserisce nel Rainbow Perfume una delle Princess Star Color Pen delle altre guerriere e, girando la sua manovella e premendo il grilletto, spruzza un raggio colorato in cui compare il simbolo della costellazione prescelta contro il nemico, purificandolo. Viene eseguito per la prima volta nell'episodio 21.

- Cosmo Shining (コスモ・シャイニング?, Kosumo Shainingu): è l'attacco di Cure Cosmo utilizzando il Rainbow Perfume. La Pretty Cure preme il grilletto del Rainbow Perfume e spruzza un raggio blu contro il nemico, accecandolo. Viene eseguito per la prima volta nell'episodio 25.

### In gruppo
- Presentazione: è la frase di presentazione di gruppo delle Pretty Cure una volta conclusasi la trasformazione.

- Southern Cross Shot (サザンクロス・ショット?, Sazan Kurosu Shotto): è l'attacco di gruppo di Cure Star, Cure Milky, Cure Soleil e Cure Selene utilizzando i loro rispettivi Twinkle Stick. Le Pretty Cure invocano il potere dell'immaginazione e successivamente, in una formazione che rappresenta la costellazione della Croce del Sud, sparano un potente raggio energetico che investe il nemico, purificandolo. Viene eseguito per la prima volta nell'episodio 11.

- Cosmo Shoot (コスモ・シュート?, Kosumo Shūto): Cure Soleil fa da supporto, a mezz'aria, a Cure Cosmo per colpire il nemico.

- Trasformazione (Twinkle Style (トゥインクル・スタイル?, Tuinkuru Sutairu)): Cure Star inserisce la Shiny Twinkle Pen in una sfera evocata da Fuwa e, dopo che il corno di quest'ultima risplende, lei e le altre Pretty Cure si trasformano in Twinkle Style. Viene eseguita per la prima volta nell'episodio 32.

- Star Twinkle Imagination (スタートゥインクル・イマジネーション?, Sutā Tuinkuru Imajinēshon): è l'attacco di gruppo delle Pretty Cure in Twinkle Style con Fuwa utilizzando la Shiny Twinkle Pen. Dopo che Fuwa rilascia il potere delle stelle, le Pretty Cure assieme a lei uniscono il potere delle costellazioni zodiacali in una stella a cinque punte, che scagliano contro il nemico, purificandolo. Viene eseguito per la prima volta nell'episodio 32.

## Luoghi
Mondo del Cielo Stellato (星空界?, Hoshizora-kai)
È un posto molto lontano dalla Terra. Costituito da una varietà di corpi celesti, la maggior parte di essi appartiene all'Unione Spaziale del Cielo Stellato (宇宙星空連合?, Uchū hoshizora rengō) che impone ai suoi abitanti una serie di leggi spaziali: una di queste prevede, per l'interazione con specie che ancora non hanno avuto contatti con alieni, una pena corrispondente a cento anni di interdizione dai viaggi spaziali; gli investigatori vengono inviati anche a pianeti non membri come la Terra, e sono sotto sorveglianza segreta. Al suo centro vi è lo Star Palace (スターパレス?, Sutā Paresu), dall'aspetto di cuore rosa circondato da un anello azzurro con un fiocco e un cuore, dimora delle dodici Star Princess zodiacali che mantengono l'ordine nell'universo. È stato attaccato dai Notraider che miravano a impadronirsi del potere delle Star Princess per dominare l'universo ma queste ultime hanno usato quanto restava delle loro forze per respingerli, finendo col disperdersi nello spazio. La valuta usata in tutti i suoi pianeti è il kiran (キラン?, kiran), che ha lo stesso valore dello yen. Le Pretty Cure visitano molti dei pianeti durante la missione di recupero delle Princess Star Color Pen.
- Pianeta Samaan (惑星サマーン?, Wakusei Samān)

È un pianeta che fa parte del Mondo del Cielo Stellato, dal quale proviene Lala ed è da qui che lei parte con il suo razzo una volta ricevuto uno strano segnale dallo spazio, incontrando poi Prunce e Fuwa. Ha un aspetto fortemente tecnologico e la società è molto efficiente e completamente automatizzata, in cui le AI (intelligenze artificiali) personali di ciascuno sono responsabili di molti aspetti della vita, tra cui l'istruzione, l'insegnamento e la scelta del lavoro che un individuo può svolgere tramite analisi e statistiche; esse fanno tutte riferimento ad un'unica e più grande intelligenza artificiale chiamata Mother AI, con la quale condividono dati e informazioni al fine di uno sviluppo sempre migliore. Le persone si cibano soltanto di speciali caramelle prodotte dalle AI, si spostano su hoverboard e vivono tutti insieme in un unico grande spazio invece che in singole abitazioni per facilitare la manutenzione delle infrastrutture. L'alto tasso di digitalizzazione consente agli abitanti di Samaan di poter esplorare l'universo, senza effettivamente uscire mai dal pianeta, attraverso ologrammi molto realistici. In seguito, grazie a Lala, viene abolito il sistema del lavoro scelto tramite statistiche, mostrando un atteggiamento simile a quello terrestre. Sul pianeta si viene considerato adulto a un'età equivalente a tredici anni terrestri. Non vi è alcun tipo di linguaggio onorifico fra le persone, che tendono a terminare le frasi con l'intercalare "~lun" (「～ルン」?, "~run"), e il saluto tipico tra loro consiste nel toccarsi reciprocamente le punte delle antenne sensoriali che portano attaccate alla testa, in cui scorre elettricità e attraverso le quali vengono identificati.
- Stella Kennel (ケンネル星?, Kenneru sei)

È un pianeta che fa parte del Mondo del Cielo Stellato, ha l'aspetto di un osso. I suoi abitanti hanno le sembianze simili ai cani dal pelo folto e lucente, a cui tengono molto e curano con prodotti specifici. Hanno uno strano saluto tipico fra di loro e spesso il territorio, ricoperto interamente da cumuli di ossa, è soggetto a piogge di piccole ossa. Al suo centro c'è il tempio, gestito da un vecchio saggio, dov'è custodita la statua di un loro antenato e spirito guardiano, che possiede una coda luminosa sulla testa considerata un grande tesoro dalla popolazione locale.
- Pianeta Kumarin (惑星クマリン?, Wakusei Kumarin)

È un pianeta che fa parte del Mondo del Cielo Stellato, ha l'aspetto di una pietra rotonda scolpita. La sua gravità è il doppio di quella terrestre e il clima cambia repentinamente, dal sole cocente alle bufere di neve; per questo motivo gli abitanti, che somigliano agli orsi d'acqua, hanno sviluppato una resistenza all'habitat così difficile e le piante si sono trasformate in gemme luccicanti che ne ricoprono la superficie.
- Stella Miniature (ミニチュラ星?, Minichura sei)

È un pianeta che fa parte del Mondo del Cielo Stellato, dal quale proviene il famoso regista Abraham. Gli abitanti che lo popolano sono molto piccoli di statura.
- Stella Zeny (ゼニー星?, Zenī sei)

È un pianeta che fa parte del Mondo del Cielo Stellato, ha l'aspetto di una metropoli illuminata durante la notte. È uno dei pochi pianeti a non appartenere all'Unione Spaziale e questo lo rende una zona priva di leggi dove soltanto l'oro e il denaro hanno importanza.
- Pianeta Rainbow (惑星レインボー?, Wakusei Reinbō)

È un pianeta che fa parte del Mondo del Cielo Stellato, dal quale proviene Yuni, ha l'aspetto di una sfera arcobaleno circondata da due anelli intrecciati. È uno dei pochi pianeti a non appartenere all'Unione Spaziale, originariamente inabitato, privo di qualunque forma di vita, fino a quando non è stato scoperto nei suoi territori il minerale da cui prende il nome il pianeta, Rainbow, in grado di rendere le piogge acide acqua potabile, accelerare il processo di crescita delle piante attraverso le sue radiazioni, e respingere le onde elettromagnetiche che rendono così non funzionanti i vari radar d'esplorazione. I suoi abitanti, dalle tipiche caratteristiche dei gatti, l'hanno occupato ed edificato tanti anni fa dopo essere stati allontanati dagli altri popoli perché temuti in quanto mutaforma. Diventa una terra silenziosa, depredata di tutti i suoi tesori, e i suoi abitanti vengono trasformati in pietra per colpa di Aiwarn che ha sperimentato l'uso delle Dark Pen sul posto al fine di ottenere il potere delle Star Princess che avevano rifiutato di consegnarle. Yuni, superstite all'attacco, ha creato tre identità fittizie (Mao, Blue Cat e Bakenyan) che l'aiutassero a ristabilire la pace del suo mondo; dopo che l'intero cosmo viene salvato, riesce a ripristinarlo e a farlo prosperare proprio con l'aiuto di Aiwarn, che si scusa per il disagio arrecato.
- Stella Icenow (アイスノー星?, Aisunō sei)

È un pianeta che fa parte del Mondo del Cielo Stellato, ha l'aspetto di un grande pupazzo di neve. Il suo nome deriva dalla combinazione dei termini inglesi "ice" (ghiaccio) e "snow" (neve). Le sue terre sono totalmente ricoperte da neve e ghiaccio, così come i suoi abitanti sono pupazzi di neve o creature fatte di ghiaccio.
- Stella Pururun (プルルン星?, Pururun sei)

È un pianeta che fa parte del Mondo del Cielo Stellato. È avvolto nell'acqua, sebbene siano presenti isolette dentro bolle d'aria. Essendo di tipo acquatico, gli abitanti hanno sembianze simili a quelle di animali marini. Il suo centro ricorda il Ryūgū-jō e un gioiello tipico del posto è la "Henshinjū", una speciale perla che ha il potere di trasformare chi la usa in qualsiasi cosa si voglia.
- Stella Plasma (プラズマ星?, Purazuma sei)

È un pianeta che fa parte del Mondo del Cielo Stellato. È fatto di fuoco e gli abitanti hanno l'aspetto di fiamme.
- Pianeta Zekkein (惑星ゼッケイン?, Wakusei Zekkein)

È un pianeta che fa parte del Mondo del Cielo Stellato. I suoi panorami sono famosi per essere mozzafiato.
- Stella Uranine (ウラナイン星?, Uranain sei)

È un pianeta che fa parte del Mondo del Cielo Stellato, ha l'aspetto di un grande occhio. È la patria della chiromanzia.
- Stella Guten (グーテン星?, Gūten sei)

È un pianeta che fa parte del Mondo del Cielo Stellato, ha l'aspetto di un luogo di modello futuristico. Conosciuto per la sua avanzatissima tecnologia, i suoi abitanti sono tengu dal lungo e prominente naso, presuntuosi, che tendono ad emarginare e ghettizzare coloro con un naso più corto; Tenjou proviene da questo pianeta, ed è stata emarginata proprio per questo motivo.
- Stella Santa (サンター星?, Santā sei)

È un pianeta che fa parte del Mondo del Cielo Stellato. La razza del luogo è conosciuta perché si diletta a sorprendere le persone con regali, proprio come Babbo Natale, seppur molto diversi e più tecnologici rispetto a quest'ultimo.
- Pianeta Amour (惑星アムール?, Wakusei Amūru)

È un pianeta che fa parte del Mondo del Cielo Stellato. Liebe è il suo regnante. Compare solo nel manga.
Notraider (ノットレイダー?, Nottoreidā)
È il covo dell'omonima organizzazione nemica, situato in un'ignota regione dello spaziotempo vicino a un buco nero, il cui intento è depredare e conquistare l'intero universo. I suoi componenti, coloro che sono stati cacciati dai loro pianeti d'origine o che non hanno più una dimora poiché andata distrutta, viaggiano su una navicella spaziale o attraverso dei varchi spazio-tempo aperti dal capo Darknest e possiedono un traduttore simultaneo di linguaggi diversi da quello loro. In seguito, dopo che il male viene sconfitto, viene consegnato dall'Unione Spaziale agli ex generali dei Notraider, che lo risanano e bonificano per poterci abitare tutti insieme.
Mihoshi (観星町?, Mihoshi-chō)
È la città sulla Terra dove vivono Hikaru e le altre. Un dolce popolare del luogo sono le Star Donuts, ciambelle col buco a forma di stella, che piacciono molto a Hikaru e Prunce.
Scuola media Mihoshi (観星中学校?, Mihoshi chūgakkō)
È la scuola frequentata da Hikaru, Elena, Madoka e, successivamente, anche da Lala. Madoka è la presidentessa del consiglio studentesco, ma dopo le sue dimissioni in vista dell'anno successivo le subentra Sakurako.
Sonrisa (ソンリッサ?, Sonrissa)
È il negozio di fiori del padre di Elena, situato nel quartiere commerciale della città. Il suo nome, in spagnolo, vuol dire "sorriso".

## Episodi
Alla fine di ciascun episodio è presente lo Star☆Twinkle: seiza uranai (スター☆トゥインクル 星座占い?), un corto sull'oroscopo a cura di Arisu Yamada, nel quale vengono selezionati ogni volta tre segni zodiacali fortunati.

### Sigle
La sigla originale di apertura è composta da Noriko Fujimoto (Nostalgic Orchestra), la prima di chiusura da Shinji Tamura con il testo di Aiko Takase e la seconda di chiusura da Muteki Dead Snake.
Sigla di apertura
- Kirari☆彡 Star☆Twinkle Precure (キラリ☆彡スター☆トゥインクルプリキュア?), cantata da Rie Kitagawa

Sigla di chiusura
- PaPePiPu☆Romantic (パぺピプ☆ロマンチック?), cantata da Chihaya Yoshitake (ep. 1-5, 9-20[41])
- Oshiete…! Twinkle☆ (教えて⋯！トゥインクル☆?), cantata da Chihaya Yoshitake (ep. 21-34, 39-49[42])

Del video della sigla di testa sono state realizzate tre versioni: rispetto alla prima, nella seconda vengono modificate alcune parti, sostituendo Blue Cat con Yuni / Cure Cosmo e introducendo nuovi nemici, mentre nella terza viene sostituita Fuwa con la sua nuova forma completa e l'attacco Southern Cross Shot con parte dell'attacco Star Twinkle Imagination. Anche del video della seconda sigla di coda sono state realizzate due versioni, in cui viene sempre sostituita Fuwa con la sua nuova forma completa.
Negli episodi 6-8, in occasione dell'uscita al cinema del ventiseiesimo film del franchise, la sigla finale è WIN-kuru! Precure Miracle Universe☆ (ＷＩＮくる！プリキュアミラクルユニバース☆?), cantata da Rie Kitagawa. Negli episodi 35-38, invece, con l'uscita al cinema del film della serie, viene utilizzata come sigla finale Twinkle Stars, cantata da Cure Star (Eimi Naruse), Cure Milky (Konomi Kohara), Cure Soleil (Kiyono Yasuno), Cure Selene (Mikako Komatsu) e Cure Cosmo (Sumire Uesaka). Nell'episodio 48 manca la sigla iniziale, ma è inserita come musica di sottofondo all'interno di alcune scene.

### Distribuzione
In Giappone la serie è stata raccolta in una collezione di 16 DVD sia da Marvelous che Pony Canyon tra il 19 giugno 2019 e il 24 giugno 2020. Nei primi 15 DVD sono presenti tre episodi, mentre nell'ultimo quattro.
La serie è stata raccolta anche in quattro cofanetti Blu-ray, pubblicati da Marvelous Inc. e usciti tra il 18 settembre 2019 e il 24 giugno 2020.

### Rappresentazioni ed eventi
Il 28 settembre 2019, al Showa Women's University Hitomi Memorial Hall di Tokyo, si è svolto lo Star☆Twinkle Precure - LIVE 2019: KIRA☆YABA! Imagination Live (スター☆トゥインクルプリキュアＬＩＶＥ２０１９ ＫＩＲＡ☆ＹＡＢＡ！イマジネーションライブ?, Sutā☆Tuinkuru Purikyua LIVE 2019 KIRA☆YABA! Imajinēshon Raibu), un concerto di brani e character song della serie, tenuto dalle doppiatrici delle protagoniste e le interpreti delle sigle di apertura e di chiusura. Il DVD e il Blu-ray dell'evento sono usciti il 4 marzo seguente.
Terminata la messa in onda degli episodi televisivi, il 15-16 febbraio 2020 al Teatro Orix di Osaka e il 22-23 febbraio 2020 al Nakano Sun Plaza Hall di Tokyo si è tenuto lo Star☆Twinkle Precure: Kansha-sai (スター☆トゥインクルプリキュア 感謝祭?), uno spettacolo che viene celebrato come ringraziamento di fine serie. All'evento, che può fungere da seguito del finale animato, hanno partecipato il cast e gli interpreti delle sigle e sono stati ospitati quelli della serie successiva. Il DVD/Blu-ray è uscito il 15 luglio 2020.

## Film
| Titolo | Prima visione                |
| Titolo | Giapponese (cinematografica) |
| --- | ---------------------------- |
| Eiga Pretty Cure Miracle Universe (映画 プリキュアミラクルユニバース?, Eiga Purikyua Mirakuru Yunibāsu)                                                                                 | 16 marzo 2019                |
| Eiga Star☆Twinkle Pretty Cure - Hoshi no uta ni omoi wo komete (映画 スター☆トゥインクルプリキュア 星のうたに想いをこめて?, Eiga Sutā☆Tuinkuru Purikyua Hoshi no uta ni omoi wo komete) | 19 ottobre 2019              |
| Eiga Pretty Cure Miracle Leap - Minna to no fushigi na 1-nichi (映画 プリキュアミラクルリープ みんなとの不思議な１日?, Eiga Purikyua Mirakuru Rīpu Minna to no fushigi na 1-nichi)      | 31 ottobre 2020              |
| Watashi dake no okosama lunch (わたしだけのお子さまランチ?, Watashi dake no okosama ranchi)                                                                                             | 23 settembre 2022            |
| Eiga Pretty Cure All Stars F (映画 プリキュアオールスターズＦ?, Eiga Purikyua Ōru Sutāzu F)                                                                                             | 15 settembre 2023            |

## Manga
Il manga di Star☆Twinkle Pretty Cure, disegnato da Futago Kamikita, è stato serializzato sulla rivista Nakayoshi di Kōdansha da marzo 2019 a febbraio 2020. Un tankōbon, contenente i primi sei capitoli e una storia extra realizzata apposta, è stato pubblicato il 9 agosto 2019 in edizione regolare e speciale. Il secondo e ultimo tankōbon, contenente gli altri sei capitoli e una storia extra realizzata apposta, è stato pubblicato il 13 marzo 2020, anch'esso in edizione regolare e speciale, quest'ultima accompagnata da un libretto contenente un episodio che vede protagoniste le Pretty Cure di HUGtto! Pretty Cure, Star☆Twinkle Pretty Cure e Healin' Good ♥ Pretty Cure.
| Nº | Titolo italiano Giapponese 「Kanji」 - Rōmaji                                          | Data di prima pubblicazione                                                               | Data di prima pubblicazione |
| Nº | Titolo italiano Giapponese 「Kanji」 - Rōmaji                                          | Giapponese                                                                                |                             |
| 1  | Star☆Twinkle Precure 1 「スター☆トゥインクルプリキュア １」 - Sutā☆Tuinkuru Purikyua 1 | 9 agosto 2019 ISBN 978-4-06-516764-9 (ed. regolare) ISBN 978-4-06-516765-6 (ed. limitata) |                             |
| 2  | Star☆Twinkle Precure 2 「スター☆トゥインクルプリキュア ２」 - Sutā☆Tuinkuru Purikyua 2 | 13 marzo 2020 ISBN 978-4-06-518930-6 (ed. regolare) ISBN 978-4-06-518931-3 (ed. limitata) |                             |

### Altre pubblicazioni
Il 21 maggio 2020 la Gakken Publishing ha pubblicato in Giappone Star☆Twinkle Precure: Official Complete Book (スター☆トゥインクルプリキュア オフィシャルコンプリートブック?, Sutā☆Tuinkuru Purikyua Ofisharu Konpurīto Bukku) con ISBN 978-4-05-611578-9, libro dedicato alla serie contenenti interviste ai produttori, allo staff degli episodi, alle doppiatrici con retroscena che raccontano la nascita di Star☆Twinkle Pretty Cure.

## CD e videogiochi
Durante il corso della serie sono stati pubblicati diversi CD e raccolte, sia di brani musicali che di colonna sonora, da Marvelous. I videogiochi, invece, sono stati distribuiti da Bandai.
| Nº | Titolo CD | Numero tracce | Data uscita      |
| -- | --- | ------------- | ---------------- |
| 1  | Kirari☆彡 Star☆Twinkle Precure / PaPePiPu☆Romantic (キラリ☆彡スター☆トゥインクルプリキュア／パぺピプ☆ロマンチック?)                                                                | 4             | 6 marzo 2019     |
| 2  | Star☆Twinkle Precure - Original Soundtrack 1: Precure☆Twinkle☆Sound☆彡 (スター☆トゥインクルプリキュア オリジナル・サウンドトラック１ プリキュア☆トゥインクル☆サウンド☆彡?)         | 38            | 29 maggio 2019   |
| 3  | Oshiete…! Twinkle☆ / Cosmic☆Mystery☆Girl (教えて⋯！トゥインクル☆／コズミック☆ミステリー☆ガール?)                                                                                   | 4             | 7 agosto 2019    |
| 4  | Star☆Twinkle Precure - Image Song File (スター☆トゥインクルプリキュア イメージソングファイル?)                                                                                     | 9             | 21 agosto 2019   |
| 5  | Star☆Twinkle Precure - Original Soundtrack 2: Precure☆Sound☆Imagination!! (スター☆トゥインクルプリキュア オリジナル・サウンドトラック２ プリキュア☆サウンド☆イマジネーション！！?) | 35            | 18 dicembre 2019 |
| 6  | Star☆Twinkle Precure - Vocal Best (スター☆トゥインクルプリキュア ボーカルベスト?)                                                                                                  | 14            | 22 gennaio 2020  |
| 7  | Precure Vocal Best BOX 2018-2023 (プリキュア ボーカルベストＢＯＸ ２０１８–２０２３?)                                                                                              | 95            | 29 novembre 2023 |

## Trasmissioni e adattamenti nel mondo
Star☆Twinkle Pretty Cure è stato trasmesso, oltre che in Giappone, anche in diversi Paesi in tutto il mondo.
| Stato   | Rete televisiva / piattaforma streaming | Data 1ª TV/streaming     |
| ------- | --------------------------------------- | ------------------------ |
| Albania | Bang Bang                               | 7 giugno – 9 luglio 2021 |